# パチスロ交響詩篇エウレカセブン
『パチスロ交響詩篇エウレカセブン』（こうきょうしへん- ）とは、2009年にサミーから発売されたパチスロ機（5号機）である。保安通信協会（保通協）における型式名は「エウレカセブンZ」。
テレビアニメ『交響詩篇エウレカセブン』を元にしたタイアップ機。販売台数は2010年3月末時点で約56,000台。
『快盗天使ツインエンジェル2』同様、マイスロに対応している。

## 概要
ゲーム性としては5号機の中でもいわゆる「ART機」に属し、ビッグボーナス・レギュラーボーナスに加えARTである「コーラリアンモード」の3つで出玉を増やすタイプ。なおサミーではコーラリアンモードを「第3のボーナス」と称している。
有効ラインは通常の5ライン機から下段を除いた4ライン。
BONES書き下ろしの映像特典としてテレビシリーズのエピローグと、劇場版のプロローグとなる「The Day After」が収録されている。

### ボーナス
ビッグボーナスは赤7揃い（360枚を超える払い出しで終了、純増約300枚）と白7揃い（240枚を超える払い出しで終了、純増約200枚）の2種類。ビッグボーナス中に予告音が鳴った場合はリールに白7を狙い、中段に白7が揃うとボーナス後のコーラリアンモード突入が確定する。またプレミアムとして、通常時にロングフリーズが発生した場合には、赤7揃いのビッグボーナス＋コーラリアンモード突入（最低でも5連）が確定する。
レギュラーボーナスは赤7・赤7・白7もしくは白7・白7・赤7の組み合わせで、どちらも純増約30～50枚（メーカー発表値）。基本的に小役5回成立で終了する。レギュラーボーナス中は5択ベルの押し順を正解するごとにコーラリアンモード突入の可能性が高まる（押し順正解の場合は斜めにベルが揃い12枚の払い出し、不正解の場合は上段にベルが揃い8枚の払い出し）。3回ベルの押し順を当てると、ボーナス後のコーラリアンモード突入が確定する（事前の抽選結果によってはいずれかのゲームからカットインが入りベルの押し順がナビされる場合もある）。

### コーラリアンモード
コーラリアンモードは前述のボーナス終了後に突入するのが一般的だが、通常時に「????」の表示が出て特殊リプレイの押し順当てに正解した場合や、スイカ・チェリーなどの小役成立時の抽選に当選した場合にも（潜伏を経て）突入する場合がある。
仕組みは少々複雑で、ボーナス終了後・小役成立時の抽選に当選した場合はまずアシストタイム（AT）に突入し、そこで押し順ナビに従い準備リプ（リプレイ・リプレイ・ベル）を入賞させる事でリプレイタイム（RT）に突入し、さらに特殊リプレイ（リプレイ・リプレイ・チェリー）を入賞させると「C-MODE」と題されたARTに突入する。また通常時に「？？？」の表示が出た場合にも、押し順を正解すると同様にリプレイ・リプレイ・チェリーが入賞し「C-MODE」に突入する（押し順不正解の場合は「ベル・チェリー・ベル」が入賞し通常時に戻る）。
ART（C-MODE）は1セットにつき50ゲーム継続で、押し順ナビに従うことで5択ベル（中第一停止ベルは左右押し順不問）を全て12枚の払い出しで獲得できる。純増は1ゲームあたり約1.6枚（メーカー発表値）。ARTは規定ゲーム数消化かボーナス成立で終了するが、ビッグボーナスの場合はボーナス消化後に潜伏を経てコーラリアンモードに再突入する。
コーラリアンモードにはボーナス中の抽選等で一度に複数セット当選する場合があるほか、モード中の小役成立による上乗せの可能性もある。それらの当選はストックされるため、ART終了後すぐにコーラリアンモードに再突入する場合や、一度ARTが終了した後潜伏を経て再突入する場合もある。なお潜伏の場合のゲーム数は最大32ゲームであるが、初当たり時の8.6％、潜伏時の12.5％で選択される特殊発動の場合は、通常時に約9.7分の1で成立している準備リプ（リプレイ・リプレイ・ベル）を突然押し順ナビが出てくることによりARTが始まり、準備リプが成立しない限りARTが突入することはないので、非常に稀ではあるが32ゲーム以上潜伏することがある（さらにボーナス終了直後は、シングルボーナスの取りこぼし目が出現してから潜伏ゲーム数のカウントが始まるため、32ゲーム以上潜伏することがある）。
天井はボーナスもしくはコーラリアンモード突入後（リプレイ・リプレイ・チェリー入賞後）、通常時909ゲーム経過、またはボーナス後99ゲーム間シングルボーナス非成立となっており、3セットまたは5セット（振り分けは1:1）のコーラリアンモード突入が確定する。

## The Day After
BONES書き下ろしの映像特典としてテレビシリーズのエピローグと、劇場版のプロローグが収録されている。
- 2日後

アネモネ＆ドミニク、スーパーイズモ艦艦員らと記念撮影。12006/04/14
- 4日後

マシュー＆ヒルダ、ホランドらとの別れを惜しみつつ、tR606に乗り旅立つ。12006/04/16
- 7日後

ハップとストナー、リフボードを抱えたバックパッカーに。12006/04/19
- 10日後

ミーシャ、グレッグの強引な押しでヨリを戻す。12006/04/22
- 15日後

ムーンドギー、ギジェット、ケンゴウ、ウォズ、ジョブスらで月光運送(株)を設立。12006/04/27
- 1ヵ月後

モーリス、メーテル、リンク、ガレヱジサーストンの残骸前に佇むアクセルと発掘屋の下へ。12006/05/12
- 3ヵ月後

ホランド＆タルホ、車でリフショップを経営しながら、リフスポット巡り。12006/07/12
- …そして

ワルサワの丘を歩く、劇場版の幼いレントンとエウレカ。
夜空の星を見上げる、TVシリーズのレントンとエウレカ。

## その他
- 携帯サイト『サミー777タウン』、オンラインゲームサイト『777town.net』にてプレイが可能である。